# فتوپلیمر
فتوپلیمر یا شیدهمپار پلیمری است که در هنگام مواجهه با نور، که اغلب در ناحیه مرئی و یا فرابنفشِ طیف الکترومغناطیسی قرار می گیرد، تغییر خواص می‌دهد. این تغییرات اغلب از لحاظ ساختاری آشکار می‌شوند، برای مثال، این مواد در مواجهه با نور در نتیجه ی پیوند های عرضی سخت می شوند. مثالی در زیر نشان داده شده است که ترکیبی از مونومرها، الیگومرها و آغازگرهای نوری، از طریق فرایندی به نام فرآوری به یک ماده پلیمری سخت شده تبدیل می شوند .
طیف گسترده‌ای از کاربردهای مفید تکنولوژیکی به فتوپلیمرها تکیه دارند، به عنوان مثال برخی از لعاب ها و لاک الکل ها به فرمول‌بندی فتوپلیمر برای سخت شدن مناسب در معرض نور بستگی دارند. در برخی موارد، لعاب می‌تواند در کسری از ثانیه که در معرض نور قرار دارد فرآوری شود، در حالی که وقتی در معرض اشعه گرمایی قرار می گیرند فرآوری آن ها به نیم ساعت یا بیشتر زمان نیاز دارد.
مواد قابل عمل آوری به طور گسترده برای تکنولوژی‌های پزشکی، پرینت و فتوزیست مورد استفاده قرار می‌گیرند.
تغییرات در خصوصیات ساختاری و شیمیایی پلیمرها می تواند به وسیله ی دو عامل انجام گیرد. عامل داخلی، یعنی تغییر از طریق کروموفورهای موجود در زیر واحد های پلیمر ایجاد می‌شود و یا عامل خارجی، یعنی افزودن مولکول های حساس به نور که باعث ایجاد تغییر می شود. به طور کلی فتوپلیمر از ترکیبی از مونومرهای چند وظیفه ای و الیگومر ها ساخته شده است تا بتواند به ویژگی های فیزیکی مورد نیاز دست پیدا کند. بنابراین انواع گوناگونی از مونومر ها و الیگومر ها بوجود امدند تا هر کدام در برابر نور بسپارش شوند.
فوتوپلیمرها فرایندی به نام فرآوری را طی می کنند،که در این فرایند الیگومرها هنگام قرار گرفتن در معرض نور به صورت اتصالات عرضی به هم متصل می شوند و چیزی را که به عنوان پلیمر شبکه شناخته می‌شود،تشکیل می‌‌دهند.در واقع نتیجه ی این فرآوری نوری،تشکیل شبکه ترموست از پلیمرها است.

یکی از مزایای استفاده از فرآوری نوری این است که این عمل را می‌توان به صورت انتخابی با استفاده از منابع نوری پر انرژی به عنوان مثال لیزرها انجام داد،با این حال،اکثر سیستم ها به راحتی توسط نور فعال نمی‌شوند و در این حالت یک آغازگر نوری لازم است. آغازگر های نوری ترکیباتی هستند که در اثر مواجهه با نور به بخش های واکنش دهنده ای تجزیه می‌شوند که پلیمریزاسیون گروه های خاصی را روی الیگومرها را فعال می کنند . نمونه ای از مخلوطی که هنگام قرار گرفتن در معرض نور به صورت اتصالات عرضی به هم متصل می شوند در زیر نشان داده شده است. این مخلوط از مونومر استایرن و آکریلاتهای الیگومریک تشکیل شده است.
معمولاً سیستم‌های فوتوپلیمر شده از طریق اشعه ماوراء بنفش فرآوری می شوند ، زیرا نور ماوراء بنفش دارای انرژی بالایی است. با این حال،توسعه سیستم های آغازگر های نوری مبتنی بر رنگ ، امکان استفاده از نور مرئی را فراهم کرده است ، که منجر به مزایایی همچون ایمنی بالا و راحتی کار در این فرآیند شده است.
فرآوری توسط اشعه ی فرابنفش در فرآیندهای صنعتی طی چند دهه گذشته بسیار گسترش یافته است. بسیاری از فناوری های سنتی فرآوری،که بر پایه ی حرارت یا محلول بودند را می توان با فناوری های فوتوپلیمریزاسیون جایگزین کرد. نرخ بالای پلیمریزاسیون و عدم تخریب زیست محیطی از جمله مزایای فرآیند فتوپلیمریزاسیون نسبت به پلیمریزاسیون با حرارت می باشد.

## ساختار
همانطور که گفته شد یک سیستم فتوپلیمری از سه بخش اصلی یعنی آغاز کننده های نوری،الیگومر ها و مونومر ها تشکیل شده است. در زیر هر کدام از این بخش ها به صورت جداگانه توضیح داده شده است.

### آغازکننده های نوری
دو نوع آغازکننده رادیکال آزاد وجود دارد: یک سیستم دو مولفه‌ای که در آن رادیکال از طریق ربایش یک اتم هیدروژن از ترکیب اولیه به وجود می آید و یک سیستم تک مولفه‌ای که در آن دو رادیکال از طریق تقسیم تولید می‌شوند.نمونه‌هایی از هر نوع آغازکننده های نوری رادیکال آزاد در زیر نشان‌داده شده‌است.

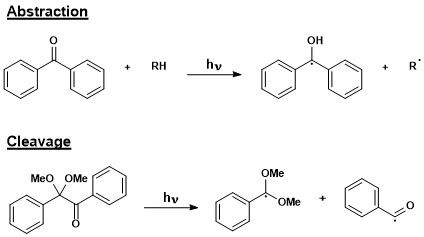

بنزوفنون ها، زانتون ها نوعی از آغازکننده هایی هستند که با ربایش بوجود می ایند و آمین های الیفاتیک ترکیبات اولیه آنها را تشکیل می دهند. گونه‌های *R حاصل از واکنش، آغازگر فرایند پلیمریزاسیون رادیکال آزاد می‌شوند، در حالی که رادیکال ناشی از آغازکننده های یونی (بنزوفنون در مثال نشان‌داده‌شده در بالا)معمولاً غیر واکنش پذیر است. بنزوئین اتر، استوفنون، بنزویل اکسیم و اسیل فوسفین هم نمونه ای از اغاز گرهایی هستند که با شکافتگی ایجاد میشوند. این حالت برای نمونه هایی بوجود میاید که با قرار گیری در معرض نور خورشید، دو رادیکال ازاد میکنند و هر دو رادیکال تولیدی هم میتوانند فرآیند بسپارش را انجام دهند. این آغاز گرها به یک همکار برای پیش روی نیاز ندارند مانند الیفاتیک امین ها.

### الیگومر ها و مونومر ها
خواص مواد قابل فرآوری با نور مانند انعطاف‌پذیری، چسبندگی و مقاومت شیمیایی توسط الیگومر های وظیفه ای ارایه می‌شوند. الیگومرها به طور معمول اپوکسید، اورتان و پلی اتر و پلی استرهایی هستند که هر کدام ویژگی های خاصی به محصول می بخشند. مثالی که در زیر نشان‌داده شده‌است، الیگومر اپوکسی است که با اسید اکریلیک عامل دار شده‌است. 

اپوکسی های اکریلات به عنوان پوشش روی زیرلایه های فلزی مفید هستند و باعث ایجاد پوشش‌های سخت و صیقلی می‌شوند.
هر یک از این الیگومرها معمولاً با اکریلات،عامل و وظیفه ای می‌شوند. الیگومرهای یورتان اکریلات معمولاً مقاوم، سفت و انعطاف‌پذیر هستند و پوشش‌های ایده‌آل برای کاغذ، صفحات چاپ و مواد بسته‌بندی هستند. پلی اتر اکریلات و پلی اتر ها منجر به ایجاد فیلم‌های بسیار مقاوم به حلال می‌شوند،اما، در معرض اشعه ی فرابنفش تخریب می شوند و به همین دلیل به ندرت در مواد قابل فرآوری با UV مورد استفاده قرار می‌گیرند. اغلب فرمولاسیون ها متشکل از انواع مختلفی از الیگومر ها هستند تا به ویژگی‌های مطلوب یک ماده دست یابند. مونومرهای کاربردی در تابش سیستم های فرآوری به سرعت پیشرفت فراوری،چگالی پیوندهای متقاطع، ویژگی های نهایی سطح فیلم و چسبندگی رزین کمک میکنند.انواعی از مونومرها عبارتند از استرین، ان ونیل پیرولیدون و اکرلات ها.استرین نوعی مونومر کم هزینه است و توسط آن فرآوری با سرعت بالایی صورت می گیرد. ان ونیل پیرولیدون انعطاف پذیری زیادی را در ماده پس از فرآوری ایجاد می کند، حالت سمی کمی دارد و نوع آخر هم واکنش پذیری زیادی داشته و باعث ایجاد فرآروی های پر سرعت می شوند و تطبیق پذیری زیادی هم با انواع مونومرها دارنداز.مونومرها هم مانند الیگومرها باید به صورت چندتایی استفاده شوند تا خواص لازم برای محصول نهایی بوجود اید.

## مکانیزم ها
فرآیند آغازگرهای نوری در جذب نور و در ادامه تجزیه آن ها به دو صورت انجام میگیرد: رادیکال های آزاد و یونی. قدم ابتدایی با ناخالص سازی دسته ای از پلیمرهای خالص به کمک آغاز گرهای نوری شروع میشود.پس از آن نیز تابش انتخابی قرار دارد که باعث ایجاد محصولی با پیوندهای عرضی می شود. تعداد زیادی از این واکنش ها نیاز به حلال ندارند در نتیجه باعث کاهش هزینه ی کلی میشوند.

### مکانیزم یونی
در فرآیند فرآوری یونی،از یک آغازگر نوریِ یونی برای فعال کردن گروه عملکردی الیگومرها استفاده می‌شود،که در پیوند عرضی شرکت می‌کنند. معمولاً فتوپلیمریزاسیون، یک فرآیند بسیار انتخابی است و مهم است که این فرآیند فقط در جایی رخ دهد که تمایل برای انجام آن وجود دارد. به منظور اقناع کردن این الیگومرها ، آن ها می‌توانند با آغازکننده های نوریِ آنیونی یا کاتیونی ترکیب شوند تا هنگامی که در معرض نور قرار می گیرند پلیمریزاسیون را آغاز کنند. مونومرها،یا گروه‌های عاملی که در فتوپلیمریزاسیون کاتیونی به کار گرفته می‌شوند عبارتند از: ترکیبات استرینیک، ونیل اتر ها، لاکتونها،لاکتام ها،اترهای سایکلیک،استال های سایکلیک و سیلوکسان های سایکلیک.اکثر آغازکننده های نوری یونی در زیر گروه کاتیونی قرار میگیرند و آغازکننده های نوری آنیونی بسیار کم‌تر مورد بررسی قرار گرفته اند. آغازکننده های نوری کاتیونی انواع متفاوتی دارند که عبارتند از: نمک انیوم،ترکیبات اورگانومتالیکس،نمک های پریدینیوم ها.  یکی از معایب آغاز گرهای واکنش های نوری این است که در برابر اشعه های کوتاه فرابنفش قابلیت جذب بالایی دارند. مواد حساس به نور یا کروموفور ها که در یک منطقه طول‌ موج طولانی تری قابلیت جذب دارند را می توان برای تحریک آغازکننده های نوری از طریق انتقال انرژی به کار برد. سایر تغییرات ممکن برای این نوع از سیستم ها میتواند به کمک بسپارش کاتیونی رادیکال های آزاد صورت گیرد.در این مورد، یک رادیکال آزاد ،از گونه ی دیگر در محلول ایجاد می‌شود که با آغازکننده نوری واکنش می‌دهد تا پلیمریزاسیون را شروع کند. اگر چه گروه متنوعی از ترکیبات فعال شده توسط آغازکننده های کاتیونی وجود دارند، ترکیباتی که بیشتر استفاده ی صنعتی دارند شامل اپیکسودها،اکستانها و ونیل اترها هستند. یکی از مزایای استفاده از فتوپلیمریزاسیون کاتیونی این است که وقتی پلیمر شدن آغاز شد،دیگر در طول فرایند به اکسیژن حساس نیست و همچنین به منظور خوب عمل کردن به اتمسفری خنثی احتیاج ندارد.

### مکانیزم رادیکال آزاد
امروزه،اغلب مسیر های فتوپلیمریزاسیون رادیکال آزاد مبتنی بر واکنش‌های اضافی پیوندهای دوگانه کربن در آکریلات ها یا متاآکریلات ها هستند و این مسیرها به طور گسترده در فتولیتوگرافی و استریولیتوگرافی به کار می‌روند. قبل از اینکه ماهیت رادیکال آزاد در انواع خاصی از پلیمریزاسیون مشخص شود، رفتار منومرهای خاصی هنگام مواجهه با نور بررسی شدند. نخستین کسی که واکنش زنجیره‌ای رادیکال آزاد ونیل بروماید را نشان داد، ایوان اوسترومیسلنکس،شیمی‌دان روسی بود که به بررسی پلیمر شدن لاستیک مصنوعی پرداخت. متعاقباً مشاهده شد بسیاری از ترکیبات در مواجهه با نور تجزیه می شوند و به عنوان آغازکننده های نوری در صنعت پلیمریزاسیون استفاده شدند. در مکانیزم رادیکال آزاد در سیستم‌های قابل فرآوری ،نور تابیده شده توسط یک آغازکننده نوری جذب می‌شود و ترکیبی از الیگومرها و منومرهای موظف را ایجاد می‌کنند.مواد فراوری شده در برابر نور که با استفاده از مکانیزم های رادیکال های ازاد بوجود می آیند، از بسپارش زنجیره ای استفاده میکنند. این بسپارش سه مرحله دارد: آغاز، انتشار زنجیره و پایان زنجیره. این سه مرحله در طرح زیر نشان داده می‌شوند، که در آن *R نشان‌دهنده رادیکال است که در اثر تعامل با تابش در شروع کار تشکیل میشود و M یک مونومر است.
مونومر فعالی که شکل می‌گیرد، برای ایجاد رادیکال‌های زنجیره ای پلیمری در حال رشد تکثیر می‌شود.در مواد فرآوری شده با نور، مرحله انتشار شامل واکنش‌هایی از رادیکال زنجیره‌ای با پیوندهای دوگانه واکنشی پرپلیمر یا الیگومرها است. واکنش پایانی معمولاً از طریق ترکیبی  که در آن دو رادیکال زنجیره ای به هم متصل می‌شوند حاصل می شود، و یا از طریق عدم انتشار، که این مورد زمانی رخ می‌دهد که یک اتم (معمولاً هیدروژن)از یک زنجیره رادیکال به دیگری منتقل می‌شود که منجر به ایجاد یک زنجیره ی پلیمری دوتایی می‌شود. بیشتر کامپوزیت ها که از طریق رشد زنجیره رادیکال فرآوری می‌شوند حاوی مخلوطی از الیگومرها و منومرها هستند که می‌توانند وزن‌های مولکولی از ۵۰۰ تا ۳۰۰۰ داشته باشند. همچنین دارای ضریب عملکردی بین 2 تا 8 هستند. به طور کلی، مونومر با قابلیت عملکردی بالاتر، چگالی اتصالات عرضی محکم‌تری را در مواد نهایی منجر می شوند. به طور معمول این مونومر ها و الیگومرها به تنهایی مقدار نور کافی را از منایع نور موجود جذب نمی‌کنند بنابراین آغاز گرهای واکنش های نوری به آنها اضافه می شود.

## کاربردها

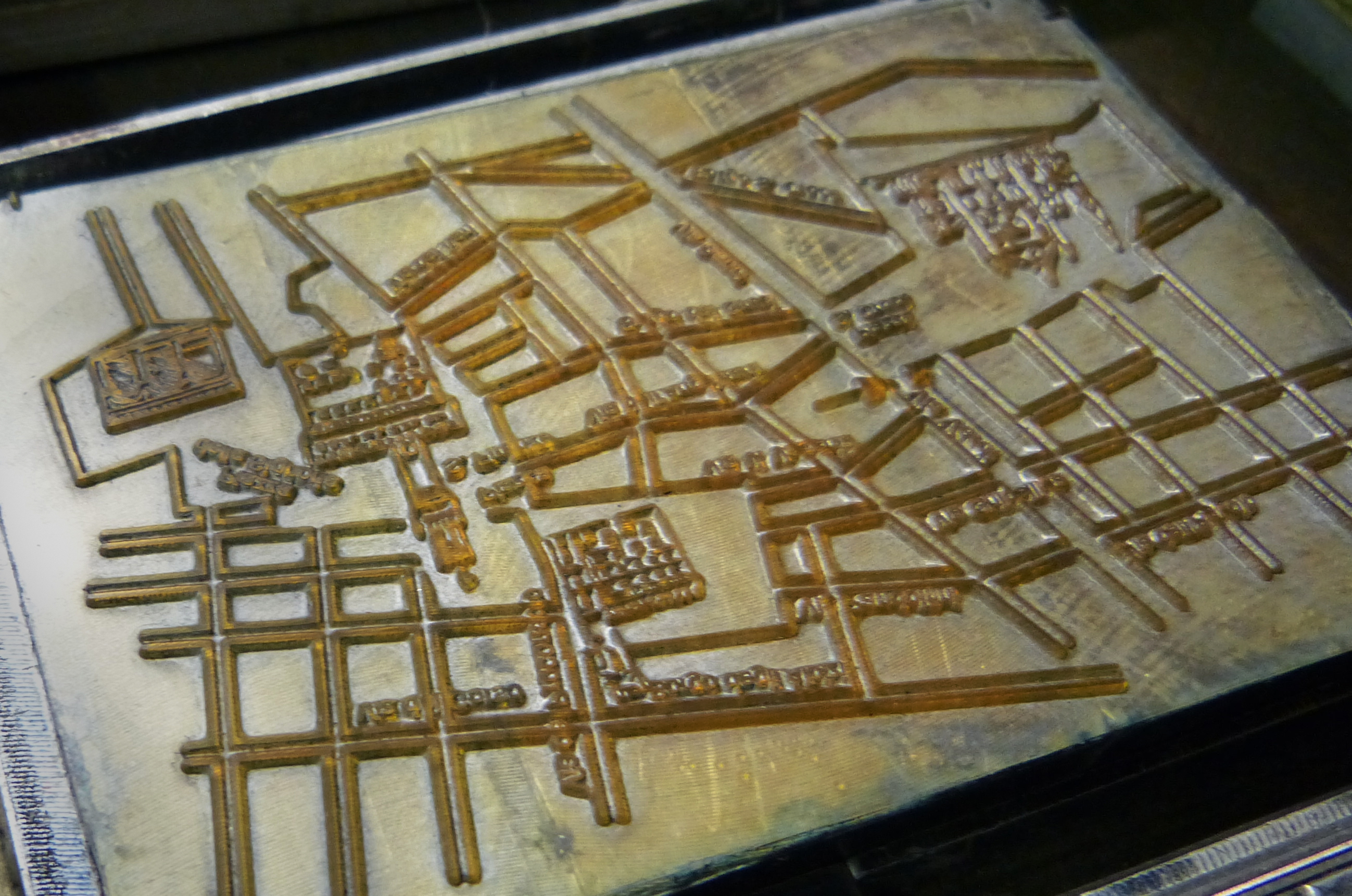
فتوپلیمر یا شیدهمپار

فتوپلیمریزاسیون یک تکنولوژی مورد استفاده گسترده است که در طیف وسیعی از کاربرد ها همچون تصویربرداری و پزشکی مورد استفاده قرار میگیرد.
در زیر توضیحی در مورد برخی از کاربردهای فتوپلیمریزاسیون آورده شده‌است.

### دندانپزشکی
فتوپلیمرها ی رادیکال آزاد در دندانپزشکی کاربرد وسیعی به عنوان مواد چسبنده،کامپوزیت ها و پوشش‌های محافظ پیدا کرده‌اند.
این کامپوزیت های دندانی بر پایه کامفورکینون و یک ماتریس حاوی الیگومرهای متا اکریلات با فیلرهای معدنی نظیر سیلیکون دی‌اکسید هستند.

### کاربردهای پزشکی
مواد چسبنده ی قابل فرآوری با نور همچنین در تولید کاتتر، سمعک،ماسک‌های جراحی، فیلترهای طبی و سنسورهای آنالیز خون مورد استفاده قرار می‌گیرند. فتوپلیمر ها همچنین برای سیستم های تحویل دارو، مهندسی بافت مورد بررسی قرار گرفته‌اند.فرآیندهای فتوپلیمریزاسیون برای این کاربردها در شرایط داخل بدن و خارج بدن در حال توسعه هستند.

### چاپ سه‌بعدی
چاپ دیجیتال،تصویربرداری دیجیتالی و چاپ سه‌بعدی تنها چند تکنولوژی چاپ سه‌بعدی هستند که از فتوپلیمریزاسیون استفاده می‌کنند.چاپ سه‌بعدی معمولاً با نرم‌افزار CAD - CAM انجام می‌شود، که یک مدل کامپیوتری سه‌بعدی ایجاد می‌کند تا به جسم پلاستیکی سه‌بعدی تبدیل شود. تصویر به بخش های کوچکی بریده میشود، که هر برش از طریق فرآوری پرتویی پلیمر مایع بازسازی می‌شود، و تصویر را به یک جسم جامد تبدیل می‌کند. فتوپلیمرها که در فرآیندهای تصویربرداری سه‌بعدی استفاده می‌شوند نیاز به اتصال عرضی کافی دارند و باید به طور ایده‌آل برای داشتن حداقل انقباض حجمی در پلیمر شدن به منظور جلوگیری از اعوجاج جسم جامد طراحی شوند. مونومرهای معمولی که برای تصویربرداری سه‌بعدی استفاده می‌شوند عبارتند از اکریلات ها و متااکریلات ها،که اغلب با یک جز غیر پلیمری ترکیب می‌شوند تا انقباض حجمی را کاهش دهند.

### فتورزیست ها
فوتورزيست ها پوشش ها يا اليگومرهایی هستند كه روي يك سطح نشانده مي شوند و براي تغيير خواص به هنگام تابش نور طراحي شده اند.

### ترمیم نشتی
در صنعت از رزین فعال شده با نور به عنوان درزگیر برای درز و شکاف‌ها استفاده می‌کنند.
برخی از رزین‌های نوری دارای ویژگی‌های منحصر به فرد هستند که آن را به عنوان یک محصول تعمیری ایده‌آل می‌سازند. این رزین‌ها به سرعت روی هر سطح خیس یا خشک فرآوری می‌شوند.

## آلودگی محیطی
در هنگام شستن صفحات پلیمری با آب و برس پس از اینکه آن‌ها در معرض پرتوی ماورا بنفش قرار گرفته‌اند،  منومرها وارد سیستم فاضلاب می‌شوند و در نهایت به محتوای پلاستیکی اقیانوس‌ها افزوده می‌شوند. تاسیسات تصفیه آب کنونی قادر به حذف مولکول‌های منومر از آب فاضلاب نیستند. بعضی از مونومر ها نیز مانند استایرین ، سمی یا سرطان‌زا هستند.

## آینده تکنولوژی فتوپلیمر
در بخش اصلی این مقاله ما بر روی کاربردهای کنونی تکنولوژی فتوپلیمر مانند پوشش‌ها،مواد چسبنده،چاپ، و تصویرسازی سه‌بعدی صحبت کردیم. بدون شک، در طی ۲۵ سال گذشته، به کارگیری فتوپلیمر در این کاربردها تاثیر شگرفی بر صنایع ما گذاشته‌ است و این تاثیر به طور قطع در آینده ادامه خواهد داشت.با افزایش آگاهی زیست‌محیطی و  فشار نهادهای مختلف دولتی و بین المللی، می توان گفت که  آینده، اتکای بیشتری به فن‌آوری فتوپلیمر خواهد داشت،در مرحله بعدی توسعه،می توان انتظار داشت که فتوپلیمرها را بیشتر در بازارهایی از قبیل صنایع خودرو، هواپیما و قطار، پوشش‌های معماری داخلی و خارجی، کفپوش مسکونی، مبلمان، پوشش‌های دریایی، پوشش‌های فلزی برای پل‌ها و دیگر کاربردهای عمومی زیر بنایی، مشاهده کنیم.حوزه‌های زیادی وجود دارند که پتانسیل ایجاد فرصت‌های جدید برای اجرای فن‌آوری‌های جدید را دارند.در بسیاری از این فرصت‌ها،فتوپلیمرها میتوانند با ویژگی‌های تخصصیشان نقش ویژه ای داشته باشند تا نیاز ها را برای کاربردهای منحصر به فرد،برآورده کنند.برای مثال،در  هولوگرامی یا برچسب های امنیتی از فتوپلیمر ها برای استفاده در شناسایی و مسایل امنیتی استفاده میشود. با این حال، پتانسیل بسیار بزرگتری برای ثبت فن‌آوری پردازش مجدد در سیستم‌های ذخیره داده با تراکم بالا وجود دارد. این سیستم‌ها نه تنها به دنبال برآورده کردن تقاضای روزافزون دولت، مصرف کنندگان خصوصی و صنعت برای ذخیره‌سازی و بازیابی اطلاعات عظیم، بلکه برای اهداف بایگانی ثابت و بلند مدت هستند.سیستم های بر پایه ی فتوپلیمر  دارای قابلیت ذخیره بیشتر از یک ترابایت اطلاعات در داخل حجم فضایی معادل با یک سی‌دی معمولی هستند که به تجاری سازی نزدیک می‌شوند. در حال حاضر، تلاش قابل‌توجهی هم در زمینه صنعت و هم در دانشگاه برای توسعه سیستم‌های جدید فتوپلیمر برای این کاربرد وجود دارد.
به طور حتم در آینده شاهد پیشرفت های عظیمی در فناوری های جدید بر پایه ی فتوپلیمر ها خواهیم بود.